# Chaetopogon
Chaetopogon  Janch. é um género botânico pertencente à família Poaceae, subfamília Pooideae, tribo Aveneae.
Suas espécies estão distribuídas na Europa e África.

## Sinônimo
- Chaeturus Link (SUH)

## Espécies
- Chaetopogon creticus (Coust. & Gandoger) Hayek
- Chaetopogon fasciculatus (Link) Hayek